# Chaetostigmoptera manca
Chaetostigmoptera manca är en tvåvingeart som först beskrevs av Greene 1934.  Chaetostigmoptera manca ingår i släktet Chaetostigmoptera och familjen parasitflugor. Inga underarter finns listade i Catalogue of Life.